# 俄罗斯复兴党
俄罗斯复兴党（羅馬化：Partiya Vozrozhdeniya Rossii）是俄罗斯的一个政党，该党最初由前杜马议长和俄罗斯联邦共产党党员（2002年—2007年）根纳季·谢列兹尼奥夫领导，随后改由民族主义作家格奥尔基·普利亚金（2007-2008年）。该党名称取自于20世纪30年代的俄罗斯非法法西斯主义政党，该党存在于苏联时期，并在当时的外籍俄罗斯裔人士中存在。
在2003年12月7日举行的立法机构选举中，俄罗斯复兴党和俄罗斯生命党的联盟赢得了1.9％的民众投票，没有获得议席，尽管谢列兹涅夫本人勉强击败了自由派候选人伊琳娜·哈卡马达在圣彼得堡赢得一个席位。
俄罗斯复兴党与另一个民族主义政党，根纳季·谢米金领导的俄罗斯爱国者，在2007年俄罗斯国家杜马选举中被封禁。
2008年9月9日，该党正式解散。很多党员包括根纳季·谢列兹尼奥夫加入了俄罗斯爱国者。
该党于2012年10月重建，并于2013年5月再次注册为政党。该组织参与了2021年俄罗斯抗议事件。